# ТС-3965
ТС-3965 — український малий високопідлоговий автобус, створений на базі вантажівки ГАЗ-53.

## Історія створення
Автобус розробив Всесоюзний конструкторсько-експериментальний завод автобусобудування у Львові, у 1982 році. Однак у виробництво ТС-3965 пішов лише через чотири роки, на Запорізькому експериментальному заводі транспортних засобів (ЗЕЗТС). Дизайн ТС-3965 дуже оригінальний: передня частина має невеликий напівкапот, а задня — нагадує ступінчастий багажник (на кшталт легкового кузова седан).
У 1991 році, у зв'язку з появою нової моделі базового шасі (ГАЗ-3307), на ЗЕЗТС почалося виробництво оновленої модифікації — ТС-39651. Деякий час обидві модифікації виробляли одночасно. Але з 1993 року випуск ТС-3965 на базі ГАЗ-53-12 було зупинено (через припинення випуску шасі ГАЗ-53). Також ЗЕЗТС випустив невелику кількість автобусів на дизельних шасі ГАЗ-4301 (1990 р.) та ГАЗ-3309 (середина 90-х років). ТС-39651 виробляли серійно до 2000 року. Однак після 1996 року ЗЕЗТС практично не мав замовлень на цю модель, тому автобуси ТС-39651 випускалися з 1996-го по 2000-й лише в одиничних екземплярах.
За майже 15 років виробництва було зібрано близько 2500 автобусів різних модифікацій моделі ТС-3965. Вони постачалися лише в межах УРСР через об'єднання «Укрмежколхозстрой», тому ТС-3965 можна було зустріти лише на території УРСР, а потім — України. Після розпаду СРСР завод почав постачати свої автобуси іншим організаціям, таким як дорожні та будівельні управління, водоканали, міські автопарки (наприклад Харків) і навіть приватним особам. Однак модель ТС-39651 у другій половині 90-х років втратила конкурентоспроможність (через появу на ринку мікроавтобусів ГАЗ-32213). Попри те, що виробництво ТС-39651 припинилося понад двадцять чотири роки тому, деякі з них досі можна побачити у сільській місцевості України.

## Модифікації
- ТС-3965 на базі ГАЗ-53-12
- ТС-39651 на базі ГАЗ-3307
- ТС-3965(?) на базі ГАЗ-4301
- ТС-39653 на базі ГАЗ-3309

## Масштабні моделі
Через свою рідкість та екзотичний дизайн, ТС-3965 привернув увагу кількох виробників масштабних моделей: Vector-models, AVD Models та ModelPro. Всі моделі виготовлені зі смоли.

## У музеях
З 2014 року зелений автобус ТС-3965 є експонатом залізничного музею у Харкові. Щоправда, в експозиції музею автобус помилково підписано як АСЧ-03 «Чернігів».